# Don’t Stop the Party (singel Black Eyed Peas)
Don’t Stop the Party – trzeci singiel z wydanego w 2010 roku albumu grupy The Black Eyed Peas The Beginning. Można w nim zobaczyć, jak wygląda życie zespołu w trasie koncertowej. Teledysk, którego reżyserem jest Ben Mor, zawiera fragmenty materiałów filmowych nagranych w trasie oraz za kulisami koncertów zespołu. Teledysk głównie nakręcony został w Brazylii.